# آماندا ادی
آماندا ادی (انگلیسی: Amanda Lee Aday؛ زادهٔ ۲۱ ژانویهٔ ۱۹۸۱) یک هنرپیشه اهل ایالات متحده آمریکا است. وی از سال ۱۹۹۵ میلادی تاکنون مشغول فعالیت بوده‌است.

## گزیده اثار
- دیوانه در آلاباما - ۱۹۹۹
- بخش فوریت‌های پزشکی (مجموعه تلویزیونی) ۲۰۰۶-۲۰۰۹